# Antonín Kříž (Radsportler)
Antonín Kříž (* 29. Oktober 1943 in Prag) ist ein ehemaliger tschechoslowakischer Radrennfahrer und nationaler Meister im Radsport.

## Sportliche Laufbahn
Kříž war Bahnradsportler und bestritt vorwiegend Ausdauerdisziplinen. Er war Teilnehmer der Olympischen Sommerspiele 1964 in Tokio. Dort startete er in der Mannschaftsverfolgung und wurde dabei gemeinsam mit Jiří Daler, Jiří Pecka und František Řezáč auf dem 5. Rang klassiert.
1963 und 1964 gewann er die nationale Meisterschaft in der Mannschaftsverfolgung. 1966 und 1967 wurde er Dritter in der nationalen Meisterschaft im 1000-Meter-Zeitfahren. Mit Miloš Jelinek als Partner konnte er 1965 das Sechstagerennen für Amateure in Brno gewinnen. 1966 und 1968 war er ebenfalls in dem Rennen erfolgreich. Er startete für die Vereine „Dukla Pardubice“ und „Dukla Bratislava“.